# 9984 Gregbryant

9984 Gregbryant

9984 Gregbryant eller 1996 HT är en asteroid i huvudbältet som upptäcktes den 18 april 1996 av de båda amerikanska astronomerna Jack B. Child och Robert H. McNaught i Yatsuka. Den är uppkallad efter den japanske amatörastronomen Gregbryant Yamamoto.
Asteroiden har en diameter på ungefär 11 kilometer.